# مدوی ریور (نووا اسکاتیا)
مدوی ریور (نووا اسکاتیا) (به انگلیسی: Medway River (Nova Scotia)) رودخانه‌ای است که در کانادا جریان دارد.